# Hans-Peter Fecht (Fußballspieler)
Hans-Peter Fecht (* 11. Dezember 1949) ist ein ehemaliger deutscher Fußballspieler.

## Karriere
In der Runde 1968/69 machte der talentierte Flügelstürmer Hans-Peter Fecht beim SV Sandhausen in der 1. Amateurliga Nordbaden durch eindrucksvolle Leistungen auf sich aufmerksam. Sandhausen belegte den dritten Rang in Nordbaden und Fecht war in seinen 29 Ligaeinsätzen mit 12 Toren dem nordbadischen Verbandstrainer Herbert Widmayer aufgefallen. Er übernahm ihn in seinen Kader für den Wettbewerb des Amateurländerpokals. Fecht stürmte am rechten Flügel von Nordbaden im Viertelfinale gegen den Mittelrhein, im Halbfinale gegen das Saarland und auch im erfolgreichen Finale am 29. Juni 1969 in Harburg gegen den Gastgeber Hamburg. Trotz Horst Wohlers und Bernd Lorenz in Reihen der Hamburger entschieden die Widmayer-Schützlinge nach zwei Toren von Mittelstürmer Hans Ripp das Endspiel mit 2:1 Toren für sich.
Fecht bekam zur Runde 1969/70 – wie auch Torjäger Hans Ripp von den Amateuren des Karlsruher SC – einen Vertrag beim Bundesligisten 1. FC Kaiserslautern. Unter Trainer Gyula Lóránt machte er sein erstes Pflichtspiel in der Saison 1969/70 in der Bundesliga. Er wurde am 33. Spieltag im Spiel gegen den 1. FC Köln nach 67 Minuten für Hans Ripp eingewechselt. In der Saison 1970/71 kam er auf sieben torlose Bundesligaspiele und zwei Einsätze im DFB-Pokal. Auch dort schoss er kein Tor und schied im Achtelfinale mit 0:5 gegen den FC Bayern München aus. In der Saison 1971/72 erhielt er keinen Einsatz bei Kaiserslautern. Durch die Folgen eines Verkehrsunfalls endete seine Karriere bereits im Sommer 1973.